# Lahauser Spieker
Der Lahauser Spieker in Weyhe – Ortsteil Lahausen, Lahauser Straße 42 zwischen Lahausen und Jeebel, stammt von 1880.
Das Gebäude steht unter Denkmalschutz (Siehe auch Liste der Baudenkmale in Weyhe).

## Geschichte
Das zweigeschossige Fachwerkhaus von 1880 mit Rotstein-Ausfachungen wurde als Spieker (ndt.), also Speicher, errichtet. Bemerkenswert sind die Steinmuster, die Farbigkeit und die markant verzierten Felder im Gesimsbereich; Lahauser Papagei nannten ihn deshalb später die Denkmalpfleger. Das Haus gehört zum Niemeyerschen Hof als Kornspeicher und Lager. 1945 wurden dieser und der Nachbarhof in Brand geschossen und der Spieker diente bis 1946 als Wohnhaus. Danach wurde er unterkellert und war nun ein Getreidesilo und Lagerraum für Kartoffeln. Nachdem ab den 1970er Jahren die Getreideernte direkt zur Mühle gelangte, war er Lager oder stand leer und verfiel.
Von 1987 bis 1990 wurde das Gebäude durch die Arbeitsgemeinschaft Lahauser Ortsvereine in 1315 Arbeitsstunden saniert.

Der Spieker wird aktuell im Erdgeschoss für Veranstaltungen und als Probenraum für die Mitglieder der Lahauser Bühne, einer Laienspiel-Theatergruppe, genutzt und um eine Werkstatt ergänzt.